# Heide Schwochow

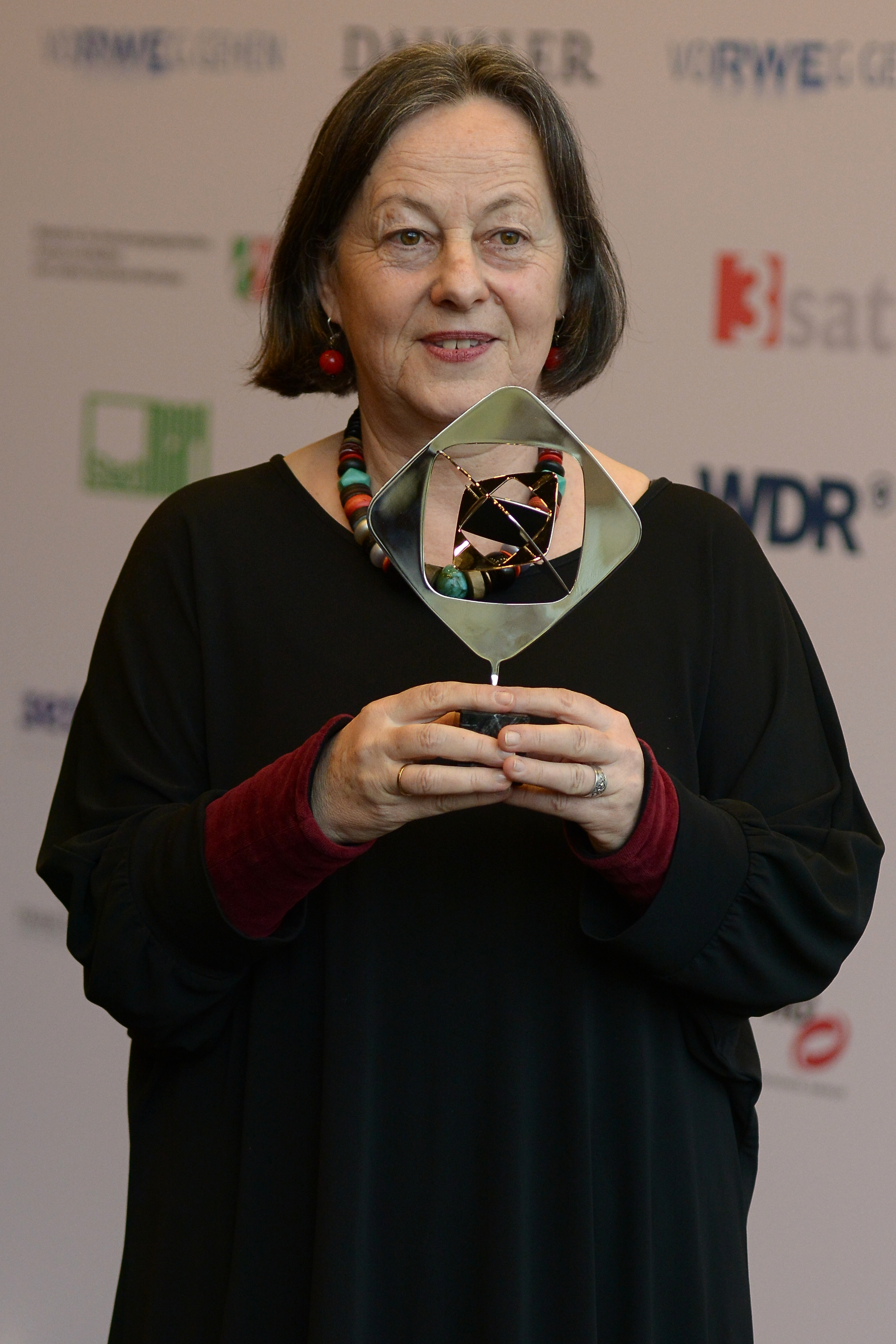
Heide Schwochow bei der Verleihung des Grimme-Preises 2015

Heide Schwochow (* 1953 in Stralsund) ist eine deutsche Drehbuchautorin.

## Leben
Heide Schwochow wuchs in Bergen auf Rügen auf und studierte Pädagogik an der Universität Leipzig. Anschließend studierte sie Regie an der Hochschule für Schauspielkunst „Ernst Busch“ Berlin. Von 1987 bis 1989 war sie Autorin und Regisseurin beim Rundfunk der DDR in der Abteilung Funkdramatik/Kinderhörspiel. Von 1990 bis 1993 studierte sie Journalistik an der Hochschule für Musik und Theater Hannover. Anschließend arbeitete sie als freie Journalistin. Nebenbei war sie Lehrbeauftragte an Hochschulen in Hannover, Göttingen und Leipzig. Von 1996 bis 2001 war sie Programmdirektorin am Leipziger Uniradio mephisto 97,6. Gemeinsam mit ihrem Ehemann Rainer Schwochow schrieb und inszenierte sie mehrere Radio-Features und Hörspiele.
Mit dem von ihrem Sohn Christian Schwochow inszenierten Kinderfilm Marta und der fliegende Großvater debütierte sie 2006 als Drehbuchautorin. Auch die folgenden Filme Novemberkind und Die Unsichtbare schrieb sie gemeinsam mit ihm. Gemeinsam wurden sie bei der Verleihung des Deutschen Filmpreises 2009 für das Beste Drehbuch nominiert.
Heide Schwochow ist Mitglied der Deutschen Filmakademie und arbeitet seit 2016 im Vorstand.

## Filmografie
- 2006: Marta und der fliegende Großvater
- 2008: Novemberkind
- 2011: Die Unsichtbare
- 2013: Westen
- 2014: Bornholmer Straße
- 2017: Landgericht – Geschichte einer Familie
- 2018: Wir sind doch Schwestern
- 2019: Deutschstunde

## Auszeichnungen
- 2003: Deutscher Sozialpreis für das Radiofeature Lebensraum Knast (Autorin und Regisseurin)
- 2005: Europäischer Medizinjournalistenpreis für das Radiofeature Hortis Sanitatis (Autorin und Regisseurin)
- 2008: Robert-Geisendörfer-Preis für das Radiofeature Der Weltgerechtigkeitsbasar. Der „Fall Bhutan“ und der Menschenrechtsrat der Vereinten Nationen (Regisseurin, Autor: Jörn Klare)
- 2007: Filmfestival Max Ophüls Preis und Schwerin Film Festival: Audience Award für Novemberkind
- 2009: Deutscher Filmpreis – Nominierung in der Kategorie Bestes Drehbuch für Novemberkind
- 2012: Deutscher Filmpreis – Nominierung in der Kategorie Bestes Drehbuch – unverfilmt für Westen
- 2012: Preis der deutschen Filmkritik – Nominierung in der Kategorie Bestes Drehbuch für Die Unsichtbare
- 2014: Bambi für das „TV-Ereignis des Jahres“ für Bornholmer Straße
- 2015: Grimme-Preis für Bornholmer Straße, Drehbuch
- 2017: Seoul International Drama Award Golden Bird für Landgericht – Geschichte einer Familie
- 2018: Grimme-Preis für Landgericht – Geschichte einer Familie, Drehbuch